# Montañas de Geghama

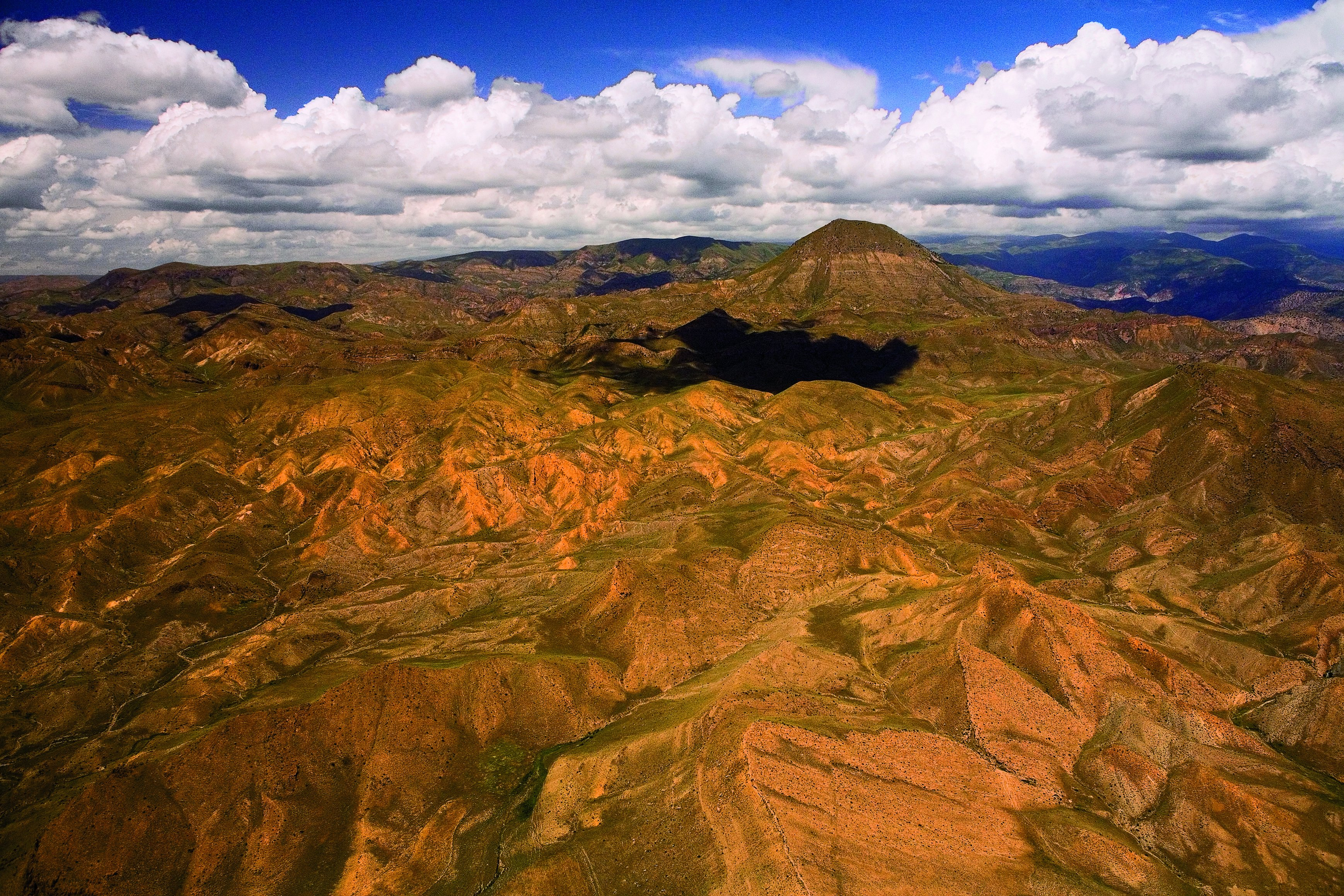
Paisaje volcánico de las montañas de Geghama

Las montañas de Geghama o Sierra de Geghama son una cadena de montañas en Armenia, entre el lago Sevan, al este, y la llanura de Ararat, al oeste. Por el norte limita con el valle del río Hrazdan, y por el sur con un pequeño cinturón de picos volcánicos, Hadis, Gutanasar, Menakasar, entre otros, y el paso de Vanderyats, donde se encuentra el Caravanserai de Orbelian. Toda la vertiente oriental se encuentra en la provincia de Geghark'unik'; la occidental se encuentra dividida entre las provincias de Kotayk', al norte y Ararat, al sur, y la meridional limita con la provincia de Vayots' Dzor.
Las montañas tienen unos 70 km de longitud de nornoroeste a sursudeste, por unos 40 km de anchura, son de origen volcánico, se encuentran en ellas unos 127 conos de volcanes extintos, y tienen una altitud media de 2.500 m, con cumbres que superan los 3.000 m, entre las que destacan los montes Azhdahak, con 3.597 m de altitud, Spitaksar, de 3.560 m, y Geghasar, de 3.446 m. 

## Poblaciones

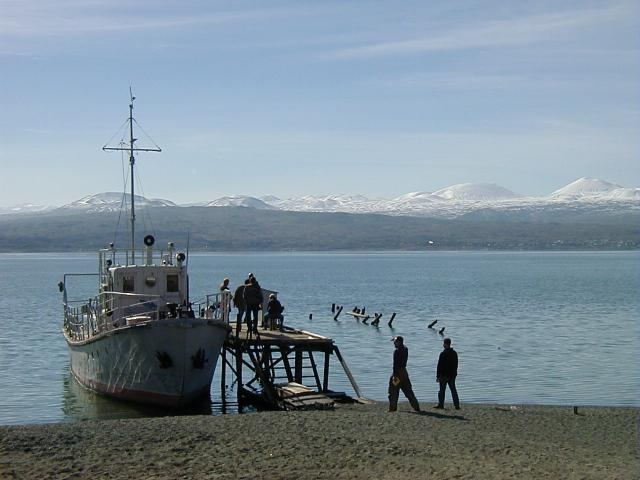
Lago sevan

Al este, las montañas descienden hasta el lago Sevan, a 1900 m de altitud, a lo largo de unos 20 km. En un amplio valle que sigue paralelamente la sierra hasta el lago Sevan se encuentran las poblaciones de Gegharkunik (2.090 m), Lanjaghbyur (2.020 m), Sarukhan (1.990 m), Gandzak (1.980 m), Karmirgyugh (1.970 m), Gavar (1.950 m), por donde desciende de las cimas el río Gavaraget, y Noratus (1.930 m), donde se encuentra el famoso cementerio de Noraduz, poblado de jachkares y un poco más lejos el monasterio de Hayravank y las localidades de Hayravank, Berdkunk, Lchap, Tsovazard, Norashen, Chkajovka, Lchashen y Sevan, todas a orillas del lago. En el límite meridional de las montañas, descendiendo del puerto de Vanyeirats hacia el valle del río Argichi y el lago Sevan se encuentran las poblaciones de Nshkhark (2.320 m), Karadzi (2.280 m) y Sarnakhpyur (2.360 m), además de una serie de poblaciones que se encuentran a orillas del lago Sevan, Lichk y Yeranos, y al este, al sur del lago Martuni y Vardenik.
Al oeste, las laderas forman un paisaje más desnudo hasta la llanura de Ararat y el valle del río Hrazdan, a unos 20 a 25 km. En la vertiente, las localidades de Sevaberd (2.060 m), Zovashen (2018 m), y más al sur, bajo las cimas más altas, Geghard (1.920 m) y el monasterio de Geghard (1.750 m), en el valle del río Azat, que separa las provincias de Kotayk’ y Ararat. El valle, que desemboca en el río Hrazdan por debajo de Ereván, engloba las poblaciones de Gogh (1.625 m) y Garni (1.400 m). Al sudeste, se encuentra la Reserva Estatal Forestal de Khosrov, convertida en parque en 1958.

## Cimas
Las montañas de Geghama forman parte del arco volcánico más joven de Armenia.  El Azhkdakak (3.597 m) está formado por cuatro conos del cuaternario, Azhdahak, Kamurch, Tar y Temablur. Los tres primeros muy cercanos y el tercero a unos 800 m hacia el oesnoroeste. El cono del Azkdakak tiene 1.600 m de diámetro y unos 370 m de altura. El cráter tiene un diámetro de 500 m y una profundidad de 90 m. En su interior, a 3.509 m de altitud, hay un lago. Los campos de lava en varias direcciones tienen en conjunto unos 8 km². La última erupción conocida es de 1900 a. C. La lava fluyó hacia el lago Sevan produciendo una serie de conos de basalto y andesita. La mayoría de conos son del Holoceno y el Pleistoceno, con andesita, andesita basáltica, riolita y dacita.
Al sur, el domo del Spitakasar, de liparita, con 3.500 m de base y 500 m de altura, y más al sur, el macizo del Geghasar, formado por liparita, obsidiana, 
perlita y pumita. De estos volcanes, formados hace 120.000 años y con erupciones hace entre 80.000 y 40.000 años, se extrae obsidiana.
Al norte de esta serie de picos se encuentra el lago Akna, o Aknalich, a 3.032 m de altitud, tiene 1 km de longitud y unos 600 m de anchura.

## Flora y fauna
Cerca de las cimas crece una de las plantas más raras del mundo, Jurinea moschus. Cada planta adquiere un aspecto diferente según la localización, la luz y la madurez. Tarda 25 años en florecer y cuando lo hace, muere.
Se encuentran aquí unas 250 especies de aves, y entre los mamíferos, lobos, osos pardos (Ursus arctos), y en la Reserva Forestal de Khosrov hay leopardos
(Panthera pardus) y linces.

## Yazidíes
En las montañas solo se encuentran pastores, científicos y turistas. Los pastores son yazidíes, un grupo minoritario étnico que practica el yazidismo, una religión que se origina en los siglos XI-XIII al norte de Irak, en las montañas de Sinjara, donde se encuentra el templo de Lalish, su centro religioso. En estas montañas crían rebaños de ovejas y cabras, viven en tiendas de campaña y producen queso, leche y mantequilla.